# Pòrtic d'Octàvia
El pòrtic d'Octavia (en llatí porticus Octaviae), conegut com a pòrtic de Metel (porticus Metelli) durant la República Romana o com a pòrtic de Sever (porticus Severi) després del segle iv, és un conjunt d'antics monuments romans situats al Camp de Mart de Roma, a prop del teatre de Marcel. A més del recinte amb columnes, el pòrtic consta de diversos edificis, entre els quals una entrada monumental i dos temples (un dedicat a Juno Regina i l'altre a Júpiter).

## Localització
El pòrtic d'Octàvia el van construir al sud del Camp de Mart, a la falda del vessant meridional del Capitoli, a prop del circ Flamini. Durant l'Imperi, va ser un dels tres grans pòrtics que marcaven l'extrem nord-est de l'esplanada, originalment ocupada només pel circ. La gran Insula dell'Ara Coeli es troba prop d'aquí. Avui, les ruïnes del pòrtic i dels temples estan sota l'Església de Santa Maria de Campitelli i el carrer de Sant'Angelo a Pescheria.
A finals del segle I aC August va integrar el pòrtic a un complex més gran, incloent el temple d'Apol·lo que celebra la seva victòria sobre Marc Antoni i Cleòpatra i el teatre de Marcel, dedicat al seu nebot i gendre Marc Claudi Marcel, tot i la manca d'alineació del muntatge. Aquesta associació de teatre, temple i pòrtic recorda el complex pompeià del Camp de Mart, un repte arquitectònic monumental amb el que August podria haver volgut competir. Els tres monuments estan gairebé adossats; la part posterior del podi del temple d'Apol·lo està enfront mateix de la paret exterior del costat est del pòrtic i els arcs del teatre més propers només es troben a 2,4 metres de la cantonada sud-est del pòrtic.

## Història
El 179 aC el censor Marc Emili Lèpid va dedicar el temple de Juno Regina, probablement un temple de tipus itàlic, sobre un alt podi. L'estàtua de culte de la deessa, segons informa Plini, va ser obra de l'escultor Timàrquides.
El 143 aC Quint Cecili Metel Macedònic, després de celebrar un triomf el 146 aC sobre Macedònia, va erigir un temple dedicat a Júpiter Stator sobre un projecte de l'arquitecte grec Hermodor de Salamina. El temple va ser dedicat el 131 aC, any en què Metel va ocupar el càrrec de censor. Vitruvi el descriu com un veritable perípter de tipus grec, el primer edifici sagrat construït íntegrament de marbre a Roma. Els noms de Saure i Batrac van lligats a la construcció, probablement els escultors encarregats de la seva decoració, que haurien deixat com a signatura la representació d'un llangardaix (saurus) i d'una granota (batrachus) a les bobines de les columnes jòniques, conservades a S.Lorenzo.

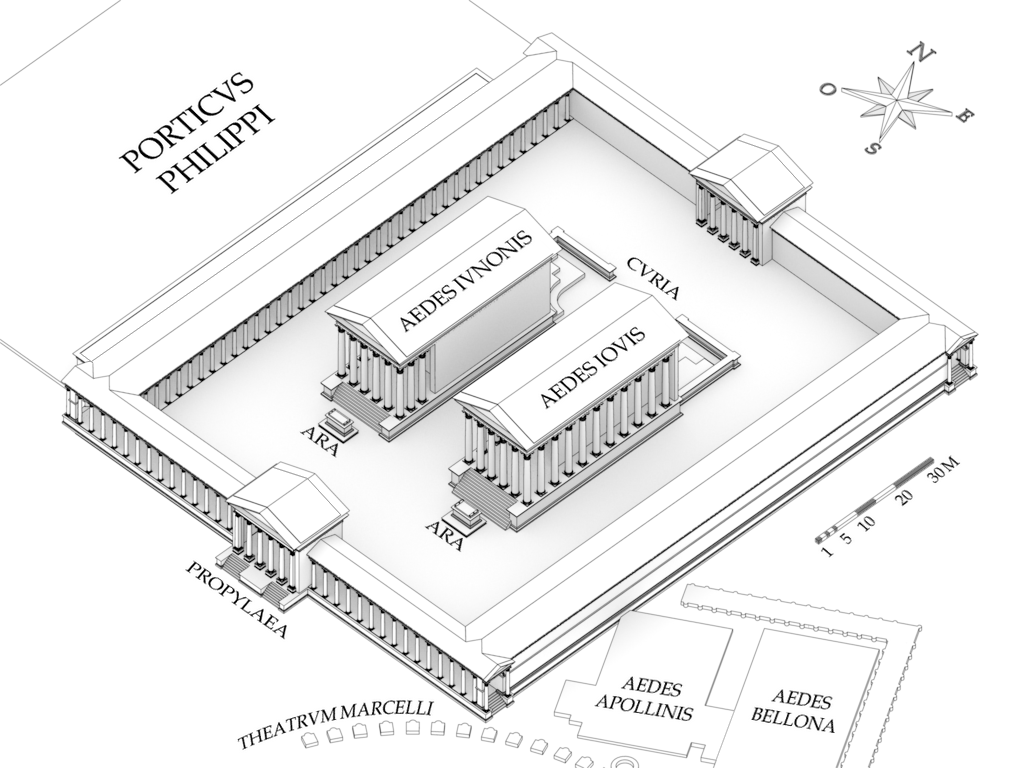
Reconstrucció del complex del pòrtic d'Octàvia.

Al mateix temps, probablement es va reconstruir l'anterior temple de Juno Regina i es van inserir els dos edificis al pòrtic de Metel, un recinte amb arcades als quatre costats (els laterals amb dues naus), decorat amb obres d'art gregues. Entre aquestes obres d'art, era famós el turma Alexandri, és a dir, les 24 estàtues eqüestres dels companys d'Alexandre el Gran que van morir en la batalla del Grànic, obra de Lisip, que Metel havia aconseguit com a botí de guerra a Díon. També s'hi va exposar l'estàtua de bronze de Cornèlia, mare dels Gracs, famosa per haver estat la primera estàtua femenina exposada en públic a Roma. Les estàtues de culte dels dos temples van ser realitzades pels escultors Dionís i Policle, fills de Timarques (el cap de l'estàtua de Juno és potser reconeixible en l'anomenat "Juno Albani" dels Museus Capitolins). El Circ Flamini, des del qual començaven les processons triomfals, ja era el lloc de diversos temples, construïts pels que rebien el triomf amb la finalitat d'autocelebrar-se. Tanmateix, aquest és probablement el primer exemple de temples tancats per arcades de luxe, que van accentuar el caràcter propagandístic de l'operació, amb modalitats posteriorment adoptades a una escala més gran als fòrums imperials.

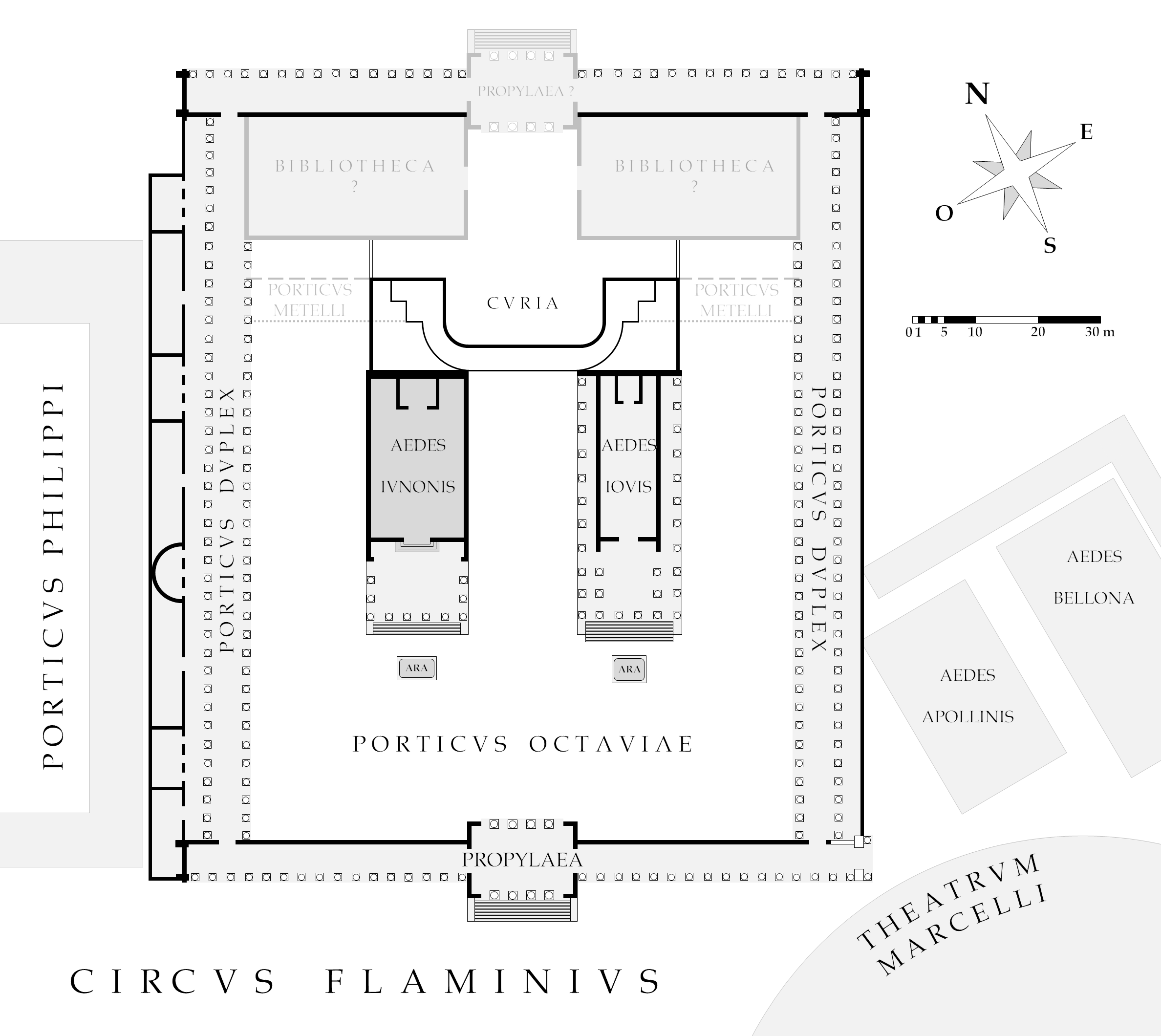
Planta del pòrtic d'Octàvia.

El 33 aC, al final de les campanyes militars d'Octavi a Il·líria, les vexil·les que els dàlmates havien robat a Aulus Gabini el 48 aC, van ser retornades i col·locades al pòrtic d'Octàvia. Entre el 27 i el 23 a.C hi va haver una reconstrucció radical del complex, finançada amb la victòria d'Octavi sobre Dalmàcia. Se li va donar el nom d'Octàvia, en honor de la germana de l'emperador. Els temples van ser remodelats i dedicats de nou. Es va construir una biblioteca amb dues seccions, una per a llibres grecs, l'altra per als llatins, dedicada l'any 23 a la memòria de Marcel. Una exedra segurament pertany a aquesta fase, visible darrere dels dos temples en un fragment de la Forma Urbis Severiana, potser identificable amb la cúria Octaviae, lloc de reunió del Senat. En aquesta reconstrucció es va ampliar el pòrtic cap al sud-oest i s'hi va afegir l'entrada monumental que sobresurt cap al Circ Flamini.
L'any 80 el complex va patir danys després d'un incendi i va ser restaurat per Domicià. El 203 es va reconstruir el pòrtic i probablement també els temples seguint el mateix pla previ, i dedicat de nou per Septimi Sever i Caracalla (porticus Severi), després de la destrucció a causa d'un incendi (potser el 191).El 442 va ser danyat per un terratrèmol, arran del qual dues de les columnes del propil·là d'entrada van ser substituïdes per l'arc encara existent. Cap al 770, a partir del perfil de l'entrada, es va construir l'església de Sant Pau al circ més alt, després anomenada de Sant Àngel de Pescheria, que encara existeix.
Des de la seva creació (1555) va passar a formar part del gueto de Roma.

## Descripció de les restes

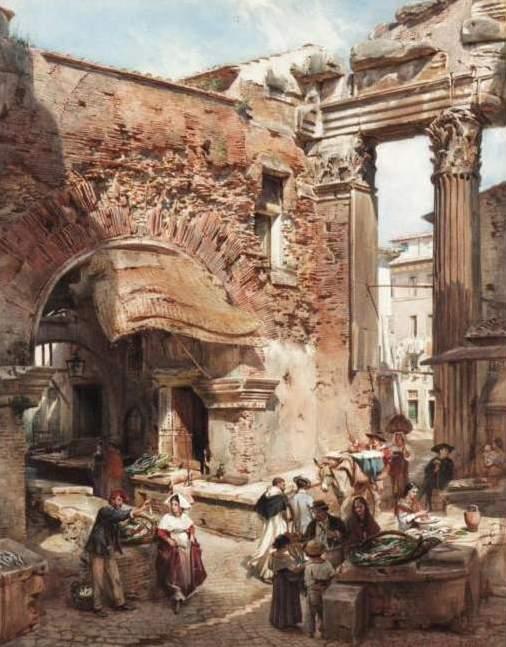
Pintura de Ludwig Passini de 1863, on se'ns mostra el mercat de peix existent a les immediacions del pòrtic.

Actualment són visibles les restes de l'entrada central que dona al Circ Flamini, reconstrucció de l'època de Sever. Altres entrades similars han d'estar presents al centre dels altres tres costats. L'entrada tenia dues façanes idèntiques i simètriques, externa i interna, amb quatre columnes entre dos pilars amb capitells corintis figurats, amb una àguila en lloc de la flor de l'àbac. La inscripció següent estava gravada a l'arquitrau de la façana que recorda la restauració de Septimi Sever i Caracal·la:
[imp . caes . l . septimiu]S. SEVERVS. PIVS. PERTINAX. AVG. ARABIC. AD[iabenic . par]THIC. MAXIMVS / TRIB. POTEST . XI . IMP . XI. COS . III. P. P. ET / [imp. caes . m . aureliu]S. ANTONINVS. PIVS. FELIX. AVG . [trib.potest. VI] COS. PROCOS / INCENDIO. CORRVPTAM. REST[ituerunt]

"L'emperador Cèsar August Luci Septimi Sever Pius Pertinax Adiabenic àrab, Partic Massim, en el seu onzè poder del tribunal, va saludar onze vegades emperador, cònsol per tercera vegada, pare del país i l'emperador Cèsar August Marc Aureli Antoní Pius Felix, en el seu sisè tribunal de poder, cònsol i procònsol, han restaurat (aquest pòrtic) malmès pel foc"
Actualment, la manca de la teulada mostra la cara interna del frontó, amb nombrosos blocs reutilitzats de la fase anterior: l'ús de marbre pentèlic per a alguns dels blocs, com en el Fòrum de Nerva de Domicià, fa pensar que aquests elements provenen de la restauració de època flavia. Als laterals, l'entrada té parets de maó, originalment cobertes amb lloses de marbre blanc, amb arcs que connectaven el propileu amb els portics externs. Els pilars i els intrats de l'arc també van ser recoberts amb lloses de marbre. L'entaulament de la façana es presenta als laterals, que es substitueix, a més, per elements destinats a cobrir d'estuc. El sostre tenia rajoles de marbre i antefixos. Les restes del pòrtic exterior, tancades a la part inferior per un mur, inclouen bótes alternes de marbre cipollino i granit gris, amb capitells corintis.